# The Mission Bell
The Mission Bell è il sesto album in studio del gruppo christian rock britannico Delirious?, pubblicato nel 2005.

## Tracce
1. Stronger – 4:51
2. Now Is the Time – 4:05
3. Solid Rock (featuring tobyMac) – 4:33
4. All This Time – 5:26
5. Miracle Maker – 5:44
6. Here I Am, Send Me – 4:13
7. Fires Burn – 4:18
8. Our God Reigns – 5:41
9. Love Is a Miracle (featuring DJ A Skillz) – 3:48
10. Paint the Town Red – 2:19
11. Take Off My Shoes – 6:28
12. I'll See You (featuring Moya Brennan & Stephen Mason) – 3:44